# Santuario di Santa Maria della Pieve
Il santuario di Santa Maria della Pieve o chiesa dell'Annunciazione di Maria Vergine. è la chiesa parrocchiale di Pieve, frazione del comune di Colognola ai Colli in provincia e diocesi di Verona; fa parte del vicariato dell'Est Veronese, precisamente dell'Unità Pastorale che prende il nome da questa chiesa.

## Storia
All’imbocco della val d'Illasi, sede plebana, è una chiesa molto antica, risalente probabilmente all'XI-XII secolo, ma che fu fondata sopra o in prossimità di un tempio pagano dedicato a Mercurio, risalente all'età repubblicana romana, nei pressi della Via Postumia, importante via di comunicazione che collegava Genova all'Adriatico. Da ricordare che siamo in una zona di centuriazione romana. 

Le testimonianze di questo luogo di culto pagano sono tuttora visibili presso il santuario: si può infatti notare una dedica a Mercurio da parte di L. Odovisio Oriculone, figlio di Publio, murata nella facciata della chiesa. Non va dimenticata anche la pietra a forma di architrave con dedica ad Apollo da parte dei fabbricanti di lino L. Postunio Facile e T. Careio Valente ed un frammento di pluteo.
Secondo Umberto Gaetano Tessari, la costruzione della chiesa avvenne in due momenti distinti: in una prima fase attorno al V secolo il tempio pagano di Mercurio fu sostituito con una piccola cappella-oratorio; successivamente, intorno all'anno Mille, il piccolo oratorio fu demolito e venne eretta la costruzione che oggi è nota come santuario di Santa Maria della Pieve.
Il primo documento in cui la chiesa viene nominata risale al 1145, precisamente nella Bolla rilasciata da Eugenio III al Vescovo di Verona Tebaldo II (o Teobaldo), la Piae postulatio voluntatis. In essa si parla della pieve di Colognola con le sue cappelle, Santi Fermo e Rustico, San Vittore, San Nicolò, San Zeno. Va ricordato come la pieve, almeno fino al XV secolo, fu anche collegiata.

I documenti presentano, per il XII secolo, un arciprete di nome Ugone, un cui omonimo, nello stesso ruolo, morto nel 1348, viene nominato nella lapide sepolcrale presente nel pavimento dell’attuale campanile.
Nel 1456 il Vescovo di Verona Ermolao Barbaro constatò che la chiesa, fatiscente e insufficiente a contenere i fedeli, non rispondeva alle esigenze della comunità, vista anche la sua posizione rispetto al nuovo nucleo abitato del paese. Questo portò, di conseguenza, alla trasformazione da chiesa matrice a semplice cappella soggetta alla chiesa parrocchiale dei Santi Fermo e Rustico in Monte.
Tra il 1734 e il 1759 il luogo di culto fu ristrutturato. Furono aperte le finestre ai lati del portale d’ingresso, demoliti i due pilastri del presbiterio, mentre gli altri furono rimaneggiati in stile barocco.
All’Ottocento risale l’attuale sacrestia, che portò alla demolizione della piccola abside destra (quella di sinistra era stata inglobata in precedenza nel campanile).
Nei primi anni del XX secolo vi fu la rinascita della chiesa e il merito fu di un benefattore, Basilio Turco. Ancora vivente donò quasi tutto il suo patrimonio per la rinascita materiale e spirituale del luogo di culto, come riporta una lapide murata all’esterno della sacrestia. A suggellare questo rinnovamento fu il decreto del Cardinale Bartolomeo Bacilieri con cui si stabiliva la nuova erezione in parrocchia il 18 luglio 1915.
Ulteriori restauri vi furono tra il 1997 e il 1999 e tra il 2006 e il 2010

## Descrizione

### Esterno
La facciata a capanna, rivolta ad ovest e in stile romanico, è molto semplice. Al centro, tra due finestre rettangolari, vi è il portale d’ingresso, anch’esso rettangolare. Più in alto, in asse, un oculo, mentre al vertice vi è una croce metallica.
Le pareti esterne, intonacate e tinteggiate, presentano tracce di affreschi.

### Interno
La pianta della chiesa è di tipo basilicale, con tre navate separate da due file di pilastri polistili, uniti da archi a tutto sesto che poggiano su lesene ioniche. Più in alto la trabeazione con iscrizione, frutto dell’intervento settecentesco. 
La copertura, piuttosto ribassata, è costituita da cinque capriate lignee nella navata centrale, mentre nelle navate laterali abbiamo dei puntoni lignei in pendenza. La luce esterna entra nella chiesa tramite alcune finestrature rettangolari presenti nelle navate laterali.
Il pavimento dell’aula è costituito da piastrelle di cemento posate in obliquo in modo da creare un motivo ornamentale policromo grigio-nero. In prossimità del presbiterio vi è una lastra tombale in marmo rosso Verona.
Nella navata sinistra è presente l'altare della Madonna del nido, risalente al 1820, ma con gruppo scultoreo risalente tra fine Trecento e inizio Quattrocento. In pietra dipinta, presenta la Vergine Maria vestita di rosa e mantello verde che regge sulla sinistra un nido, mentre il Bimbo tra le mani stringe un uccellino.
 
Sul lato opposto vi è l'altare del Crocifisso, già di San Barnaba, con mensa settecentesca simile a quella della Madonna del nido.
Sulle pareti e sui pilastri sono presenti delle pitture murali. Il ciclo di affreschi, presente principalmente sulla parete sinistra, risale alla fine del XIII – metà del XV secolo e originariamente copriva gran parte delle pareti interne all'edificio. Oggi ne sono rimasti pochi, in particolare a causa dell’imbiancatura delle pareti con la calce in seguito alla peste del 1630 e al progressivo abbandono della chiesa.
Da segnalare un Santo vescovo (fine XIV secolo), un San Zeno, un San Giacomo (terzo pilastro di destra), un Sant'Antonio Abate, un San Martino di Tours e un San Bartolomeo (quarto pilastro di destra), assegnati alla scuola di Martino da Verona. Vi sono poi una Madonna in trono della fine del XIV secolo, una Vergine che richiama ai modi di Altichiero da Zevio, le nozze mistiche di Santa Caterina degli inizi del Quattrocento e un Volto Santo di Lucca. Quest'ultimo, da attribuire alla fine del Trecento, è da assegnare ad un discepolo di Martino.
Interessante il dittico in pietra tenera dipinta presente ai lati dell'altare maggiore, opera di Bartolomeo Giolfino del 1430. In due scomparti con colonnine che reggono archi ogivali, su cui si ergono due cuspidi a fiamma con al centro una specie fi piccolo rosone o il busto di un profeta. Sotto gli archi del rilievo di sinistra, a gruppi di tre, abbiamo gli apostoli Bartolomeo, Tommaso, Giovanni; poi Pietro, Giacomo il Minore e Giuda Taddeo. Sotto gli archi di destra gli apostoli Mattia, Giacomo Maggiore, Simone; poi Filippo, Andrea e Matteo.
Addossate ai muri e ai pilastri vi sono sei angeli con cornucopia in pietra, settecenteschi, ma non eseguiti tutti contemporaneamente. Qualcuno ha dichiarato un'affinità con le sculture di Orazio e Francesco Marinali eseguite per la chiesa parrocchiale di Monte di Colognola. Altri vi hanno visto la mano di Domenico Allio.
Da segnalare i confessionali lignei e intagliati, del secolo XVI e acquistati nel 1923 dalla chiesa dei Santi Nazaro e Celso in Verona.
Il presbiterio, rialzato di un gradino in pietra calcarea bianco-rosata, si sviluppa per l’intera ampiezza della chiesa, tanto da prolungarsi in corrispondenza delle testate delle navate laterali. Ha una pavimentazione centrale costituita da piastrelle di cemento con graniglia di marmi rosso e neri, mentre ai lati e nell’abside vi sono altre piastrelle in cemento con decori policromi.
L'altare maggiore è il risultato di alcune modifiche e restauri eseguiti nel corso del Settecento, periodo in cui fu collocata la statua della Madonna con il Bambino Gesù in grembo. La statua è incorniciata dal dipinto dell'Annunciazione ed è copia di uno scomparso originale ligneo. Ai lati due statue cinquecentesche raffiguranti i Santi Pietro e Paolo.
 
La comunità è molto devota alla Madonna e a questa immagine, in particolare poiché le vennero attribuiti dei poteri miracolosi dopo il 1836, quando venne pregata per porre fine all'epidemia di colera.
Affiancati al presbiterio due altari, in stile barocco: a sinistra di San Giuseppe )1675) e a destra del Sacro Cuore di Gesù. Entrambi occupano il posto delle piccole absidi in cui terminavano le navate laterali.
L'organo della chiesa è stato costruito dalla ditta Agostino Benzi nel 1947. Lo strumento, a trasmissione pneumatico-tubolare, ha 2 tastiere di 61 note e una pedaliera di 30 note.
Sul fianco sud della chiesa si trova la cappella invernale, con asse maggiore ortogonale a quello della chiesa. Consiste in un’auletta rettangolare con abside a sviluppo poligonale a cinque lati.

## Campanile e campane

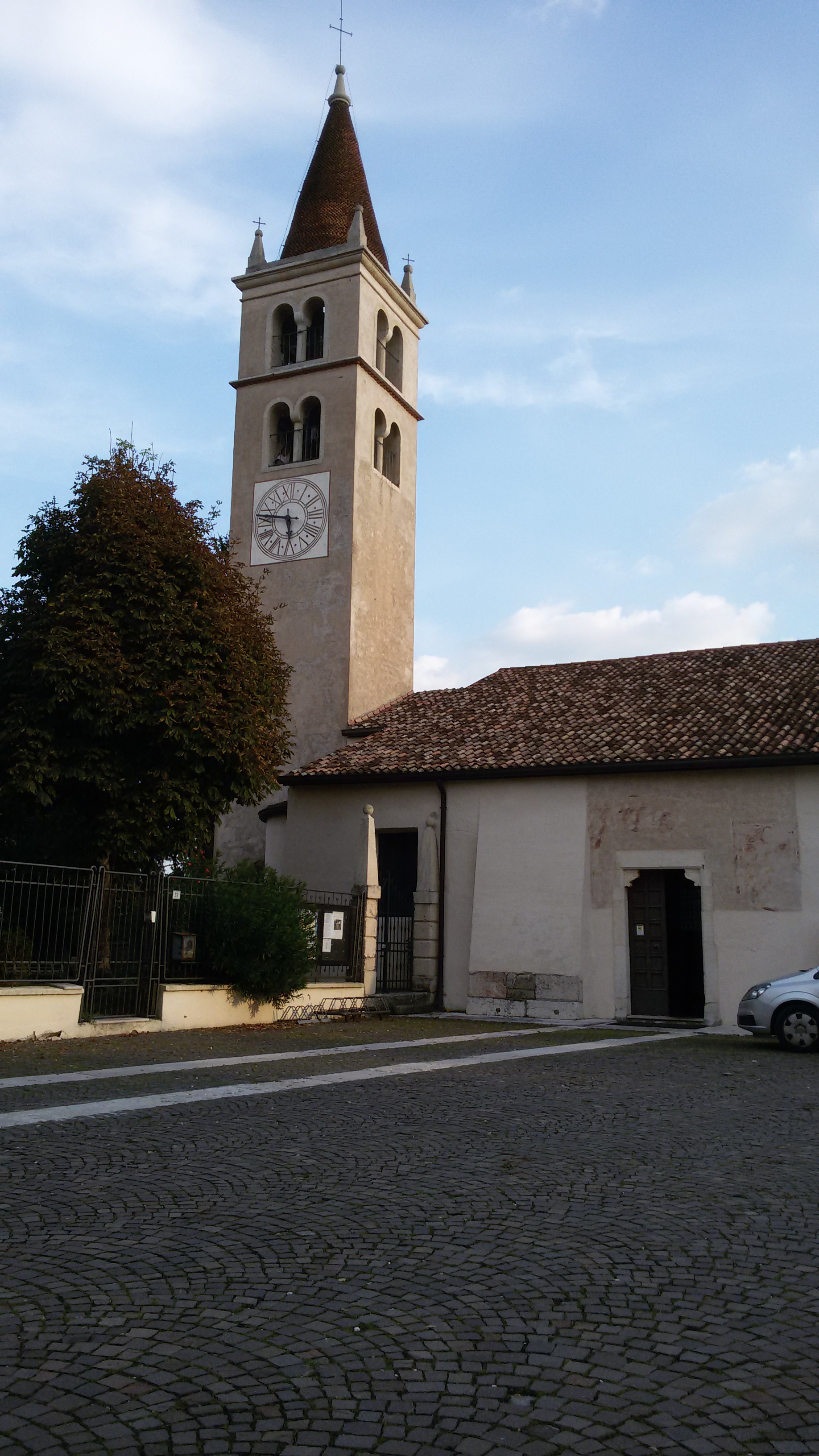
Il campanile da nordovest.

Il campanile è addossato al fianco nord del presbiterio. A pianta quadrata, il fusto non ha elementi architettonici di rilievo.
Sul finire del XIX secolo alla cella campanaria fu aggiunto un nuovo piano. Su tutti i lati le apertura sono costituite da un doppio ordine di bifore a tutto sesto.
La copertura è conica, in laterizio, mentre ai quattro angoli vi sono dei pinnacoli. In alto svetta una croce metallica.
Il concerto campanario presente oggi è composto da 6 campane in MI3 montate alla veronese ed elettrificate. Questi i dati del concerto:
1 – MI3 – diametro 1030 mm - peso 595 kg - Fusa nel 1889 da Cavadini di Verona
2 – FA#3 – diametro 913 mm - peso 423 kg - Fusa nel 1889 da Cavadini di Verona
3 – SOL#3 – diametro 825 mm – peso 308 kg - Fusa nel 1889 da Cavadini di Verona
4 – LA3 – diametro 765 mm - peso 249 kg - Fusa nel 1889 da Cavadini di Verona
5 – SI3 – diametro 685 mm - peso 173 kg - Fusa nel 1889 da Cavadini di Verona
6 – DO#4 - diametro 661 mm - peso 189 kg - Fusa nel 1999 da De Poli di Revine Lago (TV).
Il celebre suonatore e maestro di campane alla veronese Pietro Sancassani ricorda che sulla torre erano presenti tre campane di Selegari fuse nel 1836.